# Chris Alvares
Christiaan Hermanus Cornelis Alvares (Paramaribo, 1901–1994), beter bekend als Chris Alvares, was een Surinaamse muzikant, componist, dirigent en pedagoog, bekend om zijn bijdragen aan de klassieke muziekscene in zowel Suriname als Nederland. Zijn uiteenlopende talenten omvatten het spelen van orgel, piano, fluit en cello, dirigeren, componeren en lesgeven. Alvares heeft een onuitwisbare stempel gedrukt op het culturele landschap.

## Vroege leven en onderwijs
Alvares werd geboren in een familie van Creoolse en Sefardische Joodse afkomst en groeide op in een diep religieuze omgeving. Onder het mentorschap van broeder Anselmus (Carel Bonten) ontving Alvares formeel muziekonderwijs, dat begon met een opleiding in orgel en piano. Zijn vaardigheden breidden zich uit met fluit en cello. De muzikale capaciteiten van Alvares trokken de aandacht van broeder Anselmus, waardoor hij in 1916 op jonge leeftijd organist van de Sint-Alfonsuskerk werd.

## Carrière
Gedurende zijn ambtsperiode in Suriname bekleedde Alvares functies als organist en dirigent. Opvallend is dat hij in 1929 de rol van organist van de St. Rosakerk op zich nam, een functie die hij tientallen jaren bekleedde, alleen onderbroken door zijn dienst als plaatsvervangend organist van de Sint-Petrus-en-Pauluskathedraal in Paramaribo. Zijn bijdragen reikten verder dan het orgelspel, aangezien hij ook het mannenkoor leidde en bekend werd vanwege zijn vaardigheden in het harmoniumspel.
In 1963, verhuisde Alvares naar Haarlem, Nederland. Hij was dirigent van het Vrouwenkoor en fungeerde tot zijn overlijden in 1994 als plaatsvervangend organist van de Goede Herderkerk in Schalkwijk, Haarlem.
Alvares leverde ook bijdragen als onderwijzer. Hij gaf les aan de St. Clemensschool en later aan de St. Paulusschool.
In 1954, ter gelegenheid van zijn 25-jarig jubileum als organist van de St. Rosakerk, ontving hij van paus Pius XII de medaille Pro Ecclesia et Pontifice. Later, in 1991, op zijn 90ste verjaardag en 75-jarig jubileum als organist, eerde Koningin Beatrix hem met de titel Officier in de Orde van Oranje-Nassau. Hij was de enige Surinaamse muzikant die tijdens zijn leven beide onderscheidingen ontving.

## Muzikale bijdragen en composities
Hoewel Alvares zichzelf niet als een componist in de traditionele zin beschouwde, weerspiegelden zijn composities zijn veelzijdige muzikale capaciteiten. Onder leiding van broeder Anselmus componeerde Alvares kerk- en patronageliederen, waarbij hij vaak experimenteerde met bekende teksten. Met name droeg hij walsen, marsen en andere stukken bij voor het orkest Amicitia, opgericht door broeder Anselmus. Naast Amicitia werden enkele van zijn composities uitgevoerd door de Militaire Kapel. Werken gecomponeerd door Alvares zijn onder meer: Josef wals (violen 1, 2, 3, cello, piano); Hugo March (violen 1, 2, 3, piano); Valse d'Armand (violen etc. en piano), Amicitia Mars (piano), Valse de Max (violen en fluit); Olympia Mars (piano); Marche de François (piano); Marche de Guillaume (piano); Valse de Charles (piano); Valse de Henri (violen etc. en piano); Valse de César (violen etc. en piano).

## Gezin
In 1934 trouwde Alvares met Louisa Eleonora Niemel. Dit huwelijk bracht zeven kinderen voort, waaronder zes dochters en een zoon.